# 東幸一
東 幸一（ひがし こういち、1978年8月23日 - ）は、日本の元プロサッカー選手。ポジションはミッドフィルダー。

## 人物・来歴
大学時代は、関西2部のベストイレブンやアシスト王を獲得。2001年よりサガン鳥栖に加入し、1年目から主力として活躍。
引退後は地元奈良に戻り、アマチュア選手としてプレーを続けていたが、2010年限りで引退を表明。
また現在は、奈良市・木津川市で「ジョインサッカースクール」を運営。
奈良育英高校1年の時に楢崎正剛や中谷勇介らとともに出場した第73回全国高校サッカー選手権大会では初戦で優勝候補筆頭の清水商業高校と対戦し、コーナーキックから見事なボレーシュートを決めチームを勝利に導いた。
この年奈良育英高校はベスト4まで進出。
小学校時代には日本選抜。中学・高校・大学は関西選抜に選出されるなどそれなりに名をはせた選手であった。

## 選手時代の評価
サッカーセンスとテクニックに優れ、長短織り交ぜたパスやドリブルでチームの攻撃を組み立てる。

## 所属クラブ
ユース経歴
- 1991年 - 1993年 奈良市立三笠中学校
- 1994年 - 1996年 奈良育英高等学校
- 1997年 - 2000年 天理大学

プロ・シニア経歴
- 2001年 - 2002年7月 サガン鳥栖
- ポルベニルカシハラ
- 2008年 - 2010年 奈良クラブ

## 個人成績
| 国内大会個人成績 | 国内大会個人成績 | 国内大会個人成績 | 国内大会個人成績 | 国内大会個人成績 | 国内大会個人成績 | 国内大会個人成績 | 国内大会個人成績 | 国内大会個人成績 | 国内大会個人成績 | 国内大会個人成績 | 国内大会個人成績 |
| 年度             | クラブ           | 背番号           | リーグ           | リーグ戦         | リーグ戦         | リーグ杯         | リーグ杯         | オープン杯       | オープン杯       | 期間通算         | 期間通算         |
| 年度             | クラブ           | 背番号           | リーグ           | 出場             | 得点             | 出場             | 得点             | 出場             | 得点             | 出場             | 得点             |
| 日本             | 日本             | 日本             | 日本             | リーグ戦         | リーグ戦         | リーグ杯         | リーグ杯         | 天皇杯           | 天皇杯           | 期間通算         | 期間通算         |
| ---------------- | ---------------- | ---------------- | ---------------- | ---------------- | ---------------- | ---------------- | ---------------- | ---------------- | ---------------- | ---------------- | ---------------- |
| 2001             | 鳥栖             | 17               | J2               | 27               | 2                | 1                | 0                | 0                | 0                | 28               | 2                |
| 2002             | 鳥栖             | 17               | J2               | 0                | 0                | -                | -                | -                | -                | 0                | 0                |
| 2008             | 奈良             | 24               | 奈良県1部        | 10               | 7                | -                | -                | -                | -                | 10               | 7                |
| 2009             | 奈良             | 24               | 関西2部          | 10               | 1                | -                | -                | 2                | 0                | 12               | 1                |
| 2010             | 奈良             | 24               | 関西1部          | 2                | 0                | -                | -                | 0                | 0                | 2                | 0                |
| 通算             | 日本             | 日本             | J2               | 27               | 2                | 1                | 0                | 0                | 0                | 28               | 2                |
| 通算             | 日本             | 日本             | 関西1部          | 2                | 0                | -                | -                | 0                | 0                | 2                | 0                |
| 通算             | 日本             | 日本             | 関西2部          | 10               | 1                | -                | -                | 2                | 0                | 12               | 1                |
| 通算             | 日本             | 日本             | 奈良県1部        | 10               | 7                | -                | -                | 0                | 0                | 10               | 7                |
| 総通算           | 総通算           | 総通算           | 総通算           | 49               | 10               | 1                | 0                | 2                | 0                | 52               | 10               |